# Думитру, Вьорика
Вьорика Думитру (рум. Viorica Dumitru; 4 августа 1946, Бухарест) — румынская гребчиха-байдарочница, выступала за сборную Румынии во второй половине 1960-х — первой половине 1970-х годов. Бронзовый призёр летних Олимпийских игр в Мехико и Мюнхене, обладательница серебряной медали чемпионата Европы, серебряный и бронзовый призёр чемпионатов мира, победительница многих регат национального и международного значения.

## Биография
Вьорика Думитру родилась 4 августа 1946 года в Бухаресте. Активно заниматься греблей начала в раннем детстве, проходила подготовку в столичном спортивном обществе «Динамо».
Первого серьёзного успеха на взрослом международном уровне добилась в 1967 году, когда попала в основной состав румынской национальной сборной и съездила на чемпионат Европы в немецкий Дуйсбург, где стала серебряным призёром в двойках на пятистах метрах. Благодаря череде удачных выступлений удостоилась права защищать честь страны на летних Олимпийских играх 1968 года в Мехико — в одиночках на дистанции 500 метров завоевала здесь бронзовую медаль, пропустив вперёд лишь советскую гребчиху Людмилу Пинаеву и немку Ренате Бройер. Также в паре с Валентиной Сергей стартовала в двойках и показала в финале четвёртый результат, немного не дотянув до призовых позиций.
Будучи в числе лидеров сборной, благополучно прошла квалификацию на Олимпийские игры 1972 года в Мюнхене. В программе двухместных экипажей вместе с напарницей Марией Никифоров завоевала на пятистах метрах бронзовую медаль — лучше финишировали лишь экипажи из СССР и ГДР.
После двух Олимпиад Думитру осталась в основном составе гребной команды Румынии и продолжила принимать участие в крупнейших международных регатах. Так, в 1973 году она побывала на чемпионате мира в финском Тампере, откуда привезла две награды бронзового достоинства, выигранные в одиночках и четвёрках на пятистах метрах. Год спустя на мировом первенстве в Мехико тоже дважды поднималась на пьедестал почёта, стала серебряным призёром в двойках и бронзовой в четвёрках. Вскоре по окончании этих соревнований приняла решение завершить карьеру профессиональной спортсменки.